# Privatizáció
A privatizáció vagy magánosítás az állam tulajdonát képező vagyontárgy magánkézbe adása. Tágabb értelemben valamely kormányzati feladat (pl. az adók behajtása vagy büntetés-végrehajtás) a magánszféra szereplője számára történő kiadását is privatizációnak nevezik.
Az ellentétes irányú gazdasági jogi folyamat neve államosítás. Az államosított tulajdon visszaadását eredeti tulajdonosának reprivatizációnak nevezzük.
Egy állami vállalat privatizációja történhet az egész vállalat értékesítésével egy stratégiai befektető számára, a vállalat részvényeinek tőzsdén való értékesítésével, vagy a kuponos privatizáció révén a lakosság tagjai között egyenlő mértékű, résztulajdonná konvertálható értékpapír szétosztásával. A cég dolgozói és a menedzsment is megvásárolhatják a vállalat egészét vagy egy részét, Magyarországon a Munkavállalói részvénytulajdonlási program (MRP) tette ezt lehetővé, állami hiteltámogatással. 2004-ben azonban a 20 főnél nagyobb létszámú gazdasági szervezetek létszámának mindössze 3 százaléka dolgozott MRP tulajdonú cégeknél.

## Privatizációt támogató nézetek
A privatizáció támogatói úgy hiszik, a saját tőkéjét kockáztató befektető a szabadpiaci verseny révén eredményesebben képes gazdálkodni vagyonával (nem csak a vállalatok, pénzintézetek, de közüzemek és közszolgáltató intézmények esetében is), mint az állam. Nézetük szerint a magánosítás idővel alacsonyabb árakhoz, magasabb minőséghez, több választási lehetőséghez, gyorsabb szállításhoz, kisebb korrupcióhoz és bürokráciához vezet. A privatizáció legtöbb támogatója nem ért egyet azzal, hogy mindent el kellene adni. Ahol a piac kudarcot vall (market failure) és a természetes monopóliumok általában kivételek. Az ausztriai iskola közgazdászai és az anarchokapitalisták mindent privatizálnának, beleértve magát az államot is.
A privatizáció alkalmas arra is, hogy az állami költségvetés mérlegét javítsa, egyrészt az eladott vállalatok ellenértéke révén, másrészt pedig megszabadulva a veszteségeket termelő vállalatoktól.

## Privatizációt ellenző nézetek
A privatizáció ellenzői ezt a folyamatot a tőkés eredeti tőkefelhalmozás sajátos modern formájának tartják, annak minden társadalmi gondjával.
Vitatják, hogy a kormányzatot nem ösztönzi semmi arra, hogy jól üzemeltesse az állami vállalatokat. Szerintük a kormányzat a nép által megbízott, meghatalmazott tulajdonos; ha az általa irányított állami vállalatok rosszul gazdálkodnak, elveszíti az emberek támogatását és szavazatait, ellenkező esetben megnyeri őket. Így a demokratikus kormányzatokat a jövőbeli választások ösztönzik arra, hogy hatékonyan üzemeltesse az állami tulajdont.
Vannak, akik csak egyes területek magánosítását ellenzik, pl. a szociális szférát (börtönök, alapvető egészségbiztosítás, oktatás) óvnák meg a szabad piac megjósolhatatlan vagy könyörtelen viselkedésétől. Azokat a javakat sem ajánlják privatizálni, ahol az állami szerepvállalás a társadalom számára előnyös, mivel nehéz profitábilisan működtetni; ilyen például a nemzetbiztonság. A természetes monopóliumok definíció szerint nem alkalmas terepei a piaci versengés kialakulásának, ezért az állam jobban menedzselheti ezeket.
A magyarországi privatizáció során gyakran emeltek szót az állam javainak „elkótyavetyélése”, „külföldiek kezére játszása” ellen is.

## Privatizáció Magyarországon
Magyarországon a privatizáció során a rendszerváltás előtt meglévő állami tulajdonú vállalatokat adták el magánbefektetőknek. A rendszerváltás éveiben vagyont értékesítettek az önkormányzatok, szövetkezetek és a pártállam tömegszervezetei is. Az Állami Vagyonügynökség (ÁVÜ) könyveiben 1990-ben 1859 állami vállalatot, 1670 milliárd forint (26,5 milliárd USD) értékben, majd 1991-ben 2201 állami vállalatot és 1842 milliárd forint értéket tartottak nyilván, miközben a felhalmozott államadósság 1500 milliárd forint körül volt. A privatizáció bevételeit terhelte az önkormányzatokat megillető tulajdoni hányad (például: belterületi földek értéke), a munkavállalóknak juttatandó részvények, tranzakciós költségek, környezeti károk fedezetére elkülönített összegek. A folyamat vagyonleltár készítése nélkül zajlott.
Az 1990-ben 3,85 milliós hazai lakásállományból az önkormányzatok tulajdonába került 800 ezer darab tanácsi lakás, amelyeket a bérlőik az 1990-es években a piaci árak töredékéért vásárolhattak meg.
A magyar privatizációban minimális volt a többi posztkommunista országban jellemző kuponos- vagy vócserprivatizáció.  
A magyarországi privatizáció szakaszai
1988-1990 
Spontán privatizáció. A vállalatok társasággá (Rt., Kft.) alakulhattak és vagyonukat saját leányvállalataikba apportálhatták. Magánbefektető részvételével vegyesvállalatokat alapíthattak. Ebben az időben történt néhány nagyvállalat privatizációja is. (Például: Tungsram, Hungária Biztosító, Videoton, Ápisz, Dél-Budai Vendéglátó, Ganz Danubius Magyar Hajó- és Darugyár, Keravill, Magyar Optikai Művek, Medicor.)
1991-1994
Kisebb tőzsdei bevezetések, közepes méretű cégek eladása, nagy értékű tranzakciók. (Például: MOL, OTP.)
1995-1997
Energia- és bankszektor privatizációja. (Például: ELMŰ.)
1998-2002
A privatizáció szünetel, kivéve kisebbségi tulajdonrészek és az Állami Gazdaságok eladása.
2003-2007
Privatizáció újraindítása és lezárása. 2005. december 31-én az Állami Privatizációs és Vagyonkezelő Rt. tulajdonosi felügyelete alatt már csak 128 társaság működött, amelyek könyv szerinti vagyona 795,70 milliárd forintot (3,8 milliárd USD) tett ki előzetes, nem auditált adatok alapján.
2008-2009
A privatizáció folytatására kitalált Új Tulajdonosi Program bejelentése és kudarcos kísérlete.[forrás?]

## Fordítás
- Ez a szócikk részben vagy egészben  a   Privatization című angol Wikipédia-szócikk ezen változatának fordításán alapul.  Az eredeti cikk szerkesztőit annak laptörténete sorolja fel. Ez a jelzés csupán a megfogalmazás eredetét és a szerzői jogokat jelzi, nem szolgál a cikkben szereplő információk forrásmegjelöléseként.

## Kapcsolódó szócikk
- Eredeti tőkefelhalmozás